# Протестантизм в Японии
Протестантизм в Японии — крупнейшее направление христианства в стране. По данным исследовательского центра Pew Research Center в 2010 году в Японии проживало 910 тыс. протестантов, которые составляли 0,7 % населения этой страны. Существуют и другие оценки; так в справочном издании «Операция мир» содержится информация о 929 тыс. протестантах, англиканах и прихожанах независимых церквей. По данным «Энциклопедии религий» Дж. Г. Мелтона в 2010 году в Японии насчитывалось 1,177 млн традиционных протестантов и верующих независимых церквей.
В 2010 году в Японии действовало 10,9 тыс. протестантских приходов. Организационно, японские протестанты объединены в 193 союза (включая англикан и объединения независимых церквей).
Этнически, большинство протестантов в этой мононациональной стране являются японцами. Немало протестантов и среди живущих в Японии японо-бразильцев, корейцев, китайцев и филиппинцев. Протестантами являются также свыше половины живущих в Японии американцев и англичан.

## Исторический обзор
Первым христианским миссионером в Японии считают иезуита Франциска Ксаверия, направленного на миссию лично Игнатием де Лойолой. Франциск Ксаверий, которого часто называют «апостолом Азии», стал первым епископом Японии. В результате активной деятельности португальских и испанских миссионеров, к началу XVII в. число обращённых в католицизм достигло нескольких сотен тысяч человек. В 1614 году сёгун Токугава Иэясу издал указы о запрещении христианской религии, в 1639 году было окончательно запрещено исповедование христианства. Христианская община, подвергнутая гонениям и преследованиям, прекратила своё организованное существование.

### Протестантизм в Японии в XIX веке
В 1854 году, с подписанием Канагавского договора, заключённого между Японией и Мэтью Пэрри, представлявшим США, была прекращена добровольная изоляция Японии. В 1858 году договор подписанный с Японией Таунсендом Харрисом предусматривал возможность открытия христианских церквей в стране. Первыми, кто воспользовался данной возможностью были англикане, пресвитериане и реформаты. Так, уже в 1859 году в Японию прибыли миссионеры Епископальной церкви США (преподобные Джон Лиггинс и Ченнинг Мур Уильямс), Пресвитерианской церкви в США (Джеймс Хэпбёрн), Реформатской церкви Америки (Гвидо Вербек) и Голландской реформатской церкви (С. Р. Браун). Они начали перевод Библии и другой религиозной литературы на японский язык и разработали первые стратегии проникновения в закрытую японскую культуру. В 1869 году к ним присоединились конгрегационалисты. Первое десятилетие деятельность протестантов была ограничена городами Йокогама и Нагасаки. В 1872 году в Йокогаме был построен первый протестантский (реформатский) храм. В 1876 году общины, созданные американскими пресвитерианами, голландскими реформатами и шотландскими пресвитерианами объединились в единую организацию. В попытке не допустить деноминационных делений в Японии, первые группы новообращённых объединялись в общины, которые именовались просто «Церковь Христова». В 1877 году была открыта первая объединённая протестантская семинария, многие церкви создавали больницы, школы, дома приюта.
Ещё в 1854 году на одном из кораблей коммодора Мэтью Пэрри посетившем Японию, служил матросом баптист Джонатан Скоби (Jonathan Scobie). Скоби вернулся в Японию в 1860 году и служил здесь более 10 лет при поддержке Американского баптистского свободного миссионерского общества. В 1873 году другой баптистский миссионер Натан Браун открыл в Йокогаме первую в стране баптистскую церковь; через три года баптистская церковь появилась в Токио. В 1884 году в Йокогаме начала функционировать баптистская теологическая школа. В 1890 году на миссионерской конференции большинство баптистских общин объединилось в Японский баптистский союз. С 1889 года в стране служат южные баптисты; их деятельность привела к созданию в 1947 году Японской баптистской конвенции. После второй мировой войны ряд американских баптистских организаций направили в Японию своих миссионеров, что привело к созданию ряда новых баптистских союзов.
С 1878 года миссионерскую деятельность в стране начали методисты. В 1884 году в Японию прибыла миссионерская пара квакеров — Джозеф и Сара Косанд.
В 1889 адвентистский проповедник Абрам Ла Рю посетил Йокогаму и Кобе. Когда Стивен Хаскелл посетил Японию в следующем году, он нашёл несколько человек, заинтересованных в вопросах о субботе, и крестил одного человека. В 1896 году в страну прибыли первые постоянные адвентистские миссионеры — У. Грейнджер и Тэрухико Окохира, японский эмигрант в США. Миссионеры открыли библейскую школу в Токио. В 1899 году 25 верующих организовали первую адвентистскую церковь. В 1917 году адвентистские церкви организовали Японскую конференцию церквей.
В вербное воскресение в 1893 году в городе Сага своё первое богослужение провели американские лютеране. Позже к ним присоединились лютеране из Дании и Финляндии и в 1900 году в Саге была построена первая лютеранская церковь. В 1922 году служение лютеран оформилось в создание Японской евангелической лютеранской церкви. После Второй мировой войны в стране были созданы и другие лютеранские союзы — Японская лютеранская церковь (1948 год, связана с Синодом Миссури), Японская лютеранская братская церковь (1949), Западная японская евангелическая лютеранская церковь (1949). Норвежские лютеранские миссионеры, высланные из Китая в 1951 году, перебрались в район Кинки и основали в 1963 году Евангелическую лютеранскую церковь Кинки.
В 1895 году «генерал» Уильям Бут отправил в Японию 13 офицеров Армии Спасения, руководимых полковником Эдвардом Райтом. В годы Второй мировой войны японский филиал Армии Спасения был вынужден прекратить зарубежные контакты; после войны «спасенцев» возглавил бригадир Чарльз Дэвидсон.
К концу XIX века в Японии насчитывалось 100 тыс. протестантов.

### Японские протестанты в XX веке
На рубеже XIX и XX века в Японию вошли три перфекционистские церкви — Христианский и миссионерский альянс (1891), церковь назарян (1905) и Церковь Бога (Андерсон, Индиана) (1908). В 1945 году Давид Цудата основал перфекционистскую миссию «Эммануил», ставшую независимой церковью.
В начале XX века японский христианин К. Юкимура (1861—1930) стал у истоков т. н. Внецерковного христианского движения. Полагая, что японские церкви делают ошибку, копируя богословие, литургию и порядок западных церквей, Юкимура создал организацию, в которой не было пасторов и которая управлялась мирянами.
В 1909 году среди корейского меньшинства (преимущественно студентов) начал служение пастор Пресвитерианская церковь Кореи Хан Сок По. В 1934 году служение оформилось в Корейскую христианскую церковь Японии.
В 1913 году Карл Юргенсон со своей семьёй переселился в Японию и начал проповедь пятидесятничества. В следующем году в страну прибыли миссионеры Ассамблей Бога. К 1940 году Ассамблеи Бога насчитывали 15 церквей. К этому времени в самой Японии зародились несколько местных пятидесятнических церквей — Славная евангельская христианская церковь (основана в 1936 году Сугита Котаро, пастором Движения святости), Церковь «Колос живого Христа» (основана в 1939 Мацубара Кадзухито, вышедшим из Движения святости), Христианская ханаанская церковь (основана в 1940 Танигути Току, обращённым плимутскими миссионерами), Японская церковь Христа (основана в 1940 Койкэ Тасуо, вышедшим из Внецерковного движения).
Плимутские братья установили миссию в стране в 1925 году.
В 1940 году японское правительство, стремясь усилить контроль над христианскими общинами, потребовало от протестантов и прихожан свободных церквей войти в состав Объединённой церкви Христа в Японии. Англикане, адвентисты и некоторые церкви Движения святости, отказавшиеся от объединения, подвергались систематическим преследованиям. В 1946 году часть церквей (баптисты, лютеране, пятидесятники и др.) вышли из объединения и восстановили независимые союзы. В это же время откололась и часть пресвитериан, создав Церковь Христа в Японии, Пресвитерианскую церковь в Японии и Камберлендскую пресвитерианскую церковь, а также часть реформатов, создав Реформатскую церковь Японии.
В 1941 году бывший пастор Ассамблей Бога Дзюн Мураи, после ознакомления с тайваньскими общинами Церкви истинного Иисуса, отказался от тринитаризма и основал Церковь «Дух Иисуса». Церковь значительно отошла от классического пятидесятничества, приняла доктрину крещения за умерших; в наши дни её обычно относят к независимым протестантским маргинальным деноминациям или даже к новым религиозным движениям. После Второй мировой войны в Японии начали служение пятидесятники из церквей «Открытой Библии» (1950), Церкви четырёхстороннего Евангелия (1951), Церкви Бога (1954) и др. В 1974 году в Токио появился филиал Полноевангельской церкви Дэвида Ёнги Чо. С 1982 года в Японии служат миссионеры Церкви Бога пророчеств. Одновременно, в самой Японии зародились ряд пятидесятнических движений — Святая церковь Иисуса (основана в 1946 году Оцуки Такежи, вышедшим из Движения святости), Освящённая Христова церковь (основана в 1948 году англиканином Конмото Каопи), движение настоящего (оригинального) Евангелия или Скиния настоящего Евангелия (основана в 1948 Икиро Тешима, вышла из Внецерковного христианского движения), Японская пятидесятническая церковь (1951), Христианское евангелие Окинавы (основано в 1977 году Накахара Макао, обращённым плимутскими братьями).
В апреле 1949 года в страну прибыли меннониты Генри и Лидия Тильманы. Их служение вылилось в создание Японской меннонитской братской конференции. В течение последующих нескольких лет в Японию прибыли и другие сотрудники различных меннонитских организаций.
В 1960 году в Японии было 394 тыс. протестантов и 2649 протестантских церквей; к началу 1980-х годов численность протестантов выросла до 860 тыс.

## Статистические данные
Крупнейшую конфессиональную группу среди японских протестантов составляют пятидесятники (257 тыс.). Численность пятидесятников заметно подросла, в начале 1980-х годов в Японии насчитывалось 20 тыс. верующих данной конфессии. Большинство пятидесятников являются прихожанами многочисленных местных пятидесятнических церквей, таких как движение настоящего Евангелия (10 тыс. в 2000 году), Святая церковь Иисуса (8,4 тыс. в 2010 году), Независимое пятидесятническое братство (3,2 тыс. в 2000 году), Христианская ханаанская церковь (2,5 тыс. в 2000 году), Христианское евангелие Окинавы (1,5 тыс. в 1991 году), Японская пятидесятническая церковь (1 тыс. в 2000 году) и др. Ассамблеи Бога насчитывают в стране 215 церквей и 31 тыс. прихожан (2010 год). Полноевангельская церковь сообщает о 6,8 тыс. прихожанах (1999 год), Церковь четырёхстороннего Евангелия — 1,3 тыс. (2000), церкви «Открытой Библии» — 1 тыс.
К пятидесятникам примыкает церковь «Дух Иисуса», которую относят к независимым маргинальным протестантским деноминациям. Церковь заявляет о 400 тыс. верующих; независимые источники называют цифру в 125 тыс. верующих в 624 церквах. Возможно, статистика церкви включает данные о крещённых умерших японцах. В начале 1980-х годов церковь объединяла 37 тыс. прихожан.
Самым крупным протестантским союзом считают Объединённую церковь Христа в Японии. Церковь объединяет общины пресвитериан, реформатов, конгрегационалистов и методистов. В середине 1990-х годов она насчитывала более 430 тыс. верующих, однако впоследствии число её последователей значительно сократилось (до 196 тыс.). Другие кальвинистские общины весьма малочисленны — Церковь Христа в Японии (13 тыс.), Реформаторская церковь в Японии (9 тыс.), Корейская христианская церковь в Японии (7 тыс.), Пресвитерианская церковь в Японии (3 тыс.), Камберлендская пресвитерианская церковь (2 тыс.).
Общее число японских баптистов — 63,2 тыс. (в начале 1980-х годов — 38 тыс.). Самыми крупными баптистскими союзами являются Японская баптистская конвенция (326 церквей, 35 тыс. верующих, в том числе 16 тыс. крещёных членов) и Японский баптистский союз (73 церкви, 7 тыс. верующих, в том числе 4 тыс. крещённых членов). В стране также действуют Окинавская баптистская конвенция (3,4 тыс. членов), Японская консервативная баптистская ассоциация христиан (2,6 тыс. членов) и Японская баптистская конференция (0,5 тыс. членов).
Японская святая католическая Церковь, представляющая в Японии Англиканское сообщество насчитывает в стране 57 тыс. прихожан. В начале 1980-х годов данная церковь объединяла 55 тыс. сторонников.
Внецерковное христианское движение насчитывает 47,3 тыс. верующих и 751 приход. На пике своей популярности, в начале 1980-х годов в движение входило 50 тыс. христиан.
Лютеране (32,6 тыс.) представлены Японской евангелической лютеранской церковью (22 тыс.), Западной японской евангелической лютеранской церковью (4 тыс.), Евангелической лютеранской церковью Кинки (2,7 тыс.), Японской лютеранской церковью (2,7 тыс.) и Японской лютеранской братской церковью (1,2 тыс.). В начале 1980-х годов данная конфессия объединяла 25 тыс. верующих.
Отдельную группу представляют верующие перфекционистских церквей. Это Японская церковь святости (13,5 тыс.)), миссия «Эммануил» (12,3 тыс., Церковь назарян (4 тыс.), Церковь Бога (Андерсон, Индиана — 0,5 тыс.), Христианский и миссионерский альянс (3,5 тыс.).
Крупнейшей из 5 меннонитских организаций (3 тыс. крещённых членов) является Японская меннонитская братская конференция (1,8 тыс. членов).
Другими протестантскими общинами в Японии являются адвентисты седьмого дня (17,1 тыс. верующих, в том числе 15,3 тыс. крещённых членов), плимутские братья (11 тыс.), Армия Спасения (4 тыс.), Ученики Христа (2,7 тыс.), Новоапостольская церковь. В стране действуют 5 собраний квакеров, объединяющих 161 человек.

## Экуменическое движение
В 1923 году в стране был создан Национальный христианский совет Японии. В 1937 году, для перевода и распространения Библии в Японии было создано межконфесиональное Библейское общество. В 1968 году евангельские христиане страны образовали Японскую евангелическую ассоциацию. В настоящее время в эту ассоциацию, связанную со Всемирным евангельским альянсом, входят более 100 организаций и церквей. Некоторые японские протестантские церкви входят в Христианскую конференцию Азии. Членами Всемирного совета церквей, помимо Японской православной церкви, являются 3 протестантские организации страны — Англиканская церковь в Японии, Корейская христианская церковь в Японии и Объединённая церковь Христа в Японии.